# Ereklasse korfbal 2015-2016
De Ereklasse is de hoogste competitie voor het Nederlandse veldkorfbal. Deze competitie wordt gespeeld via 2 poules, genaamd Ereklasse A en Ereklasse B. In elke poule zitten 6 teams. Elk team speelt 10 wedstrijden in het totale seizoen. Uit beide poules degradeert de onderste club direct. De bovenste 2 teams uit elke poule gaan door naar de kruisfinales. In die kruisfinales speelt de nummer 1 van Ereklasse A tegen de nummer 2 van Ereklasse B en de nummer 1 uit Ereklasse B speelt tegen de nummer 2 van de Ereklasse A. Deze kruisfinales zijn 1 wedstrijd en de beide winnaar spelen de landelijke veldfinale.
Het hele seizoen start in september, om te pauzeren begin oktober. Dan verplaatst korfbal naar de zaal en start de Korfbal League. Na het zaalseizoen hervat de veldcompetitie weer waar het gebleven was.

## Teams
| Club                  | Ereklasse Poule | Plaats                 | Coach                            |
| --------------------- | --------------- | ---------------------- | -------------------------------- |
| AKC Blauw-Wit         | A               | Amsterdam              | Barry Schep & Rini van der Laan  |
| AW.DTV                | A               | Amsterdam              | Floris Stam                      |
| Dalto                 | B               | Driebergen             | Jorrit Bergsma & Ben Verbree     |
| DVO/Accountor         | A               | Bennekom               | Gerald Aukes                     |
| CKV Oranje Wit        | B               | Dordrecht              | Wouter Blok & Jan de Jager       |
| CKV OVVO              | B               | Maarssen               | Jennifer Tromp                   |
| Fortuna/MyCollections | A               | Delft                  | Ard Korporaal & Joost Preuninger |
| KCC/SO natural        | A               | Capelle aan den IJssel | Jan Bongers & Arthur Carolus     |
| KZ/Hiltex             | B               | Koog aan de Zaan       | Chris Kaper                      |
| LDODK/AH Gorredijk    | A               | Gorredijk              | Erik Wolsink                     |
| PKC/SWKGroep          | B               | Papendrecht            | Ben Crum & Edward Jonkman        |
| TOP/Quoratio          | B               | Sassenheim             | Jan Niebeek                      |

## Seizoen
Ereklasse A
| pos | club                  | gs | w | g | v | pnt | dv  | dt  | dt  |
| --- | --------------------- | -- | - | - | - | --- | --- | --- | --- |
| 1.  | Fortuna/MyCollections | 10 | 7 | 1 | 2 | 15  | 199 | 175 | +24 |
| 2.  | AKC Blauw-Wit         | 10 | 6 | 0 | 4 | 12  | 235 | 186 | +49 |
| 3.  | LDODK                 | 10 | 5 | 1 | 4 | 11  | 212 | 196 | +16 |
| 4.  | DVO                   | 10 | 4 | 2 | 4 | 10  | 201 | 224 | -23 |
| 5.  | KCC                   | 10 | 3 | 2 | 5 | 8   | 162 | 184 | -22 |
| 6.  | AW.DTV                | 10 | 2 | 0 | 8 | 4   | 191 | 235 | -44 |

Ereklasse B
| pos | club           | gs | w | g | v | pnt | dv  | dt  | dt  |
| --- | -------------- | -- | - | - | - | --- | --- | --- | --- |
| 1.  | PKC/SWK Groep  | 10 | 8 | 1 | 1 | 17  | 264 | 188 | +76 |
| 2.  | TOP//Quoratio  | 10 | 8 | 0 | 2 | 16  | 230 | 207 | +23 |
| 3.  | KZ/Hiltex      | 10 | 6 | 1 | 3 | 13  | 226 | 199 | +27 |
| 4.  | Dalto          | 10 | 4 | 0 | 6 | 8   | 197 | 221 | -24 |
| 5.  | CKV Oranje Wit | 10 | 1 | 1 | 8 | 3   | 159 | 221 | -62 |
| 6.  | OVVO           | 10 | 1 | 1 | 8 | 3   | 180 | 220 | -40 |

## Play-offs en Finale
|  | Halve finale | Halve finale          | Halve finale  |    |               | Finale       | Finale | Finale |
|  |              |                       |               |    |               |              |        |        |
|  | A1           | Fortuna/MyCollections | 10            |    |               |              |        |        |
|  | B2           | TOP/Quoratio          | 20            |    |               |              |        |        |
|  | B2           | TOP/Quoratio          | 20            |    | B2            | TOP/Quoratio | 23     |        |
|  |              |                       |               |    | B2            | TOP/Quoratio | 23     |        |
|  |              | B1                    | PKC/SWK Groep | 28 |               |              |        |        |
|  | B1           | B1                    | PKC/SWK Groep | 28 | PKC/SWK Groep | 29           |        |        |
|  | B1           |                       |               |    | PKC/SWK Groep | 29           |        |        |
|  | A2           | AKC Blauw-Wit         | 18            |    |               |              |        |        |

| Veld Kampioen van Nederland 2016 |
| -------------------------------- |
| PKC/SWK Groep                    |

## Promotie/Degradatie
De onderste ploeg uit Ereklasse A en de onderste ploeg uit Ereklasse B degraderen direct. Uit de Hoofdklasse promoveren dan 2 teams, die dan verdeeld worden over de Ereklasse poules.
Aan het eind van seizoen 2015-2016 degraderen AW.DTV en OVVO.
Uit de Hoofdklasse promoveert DOS'46 en TOP (A).